# イェジー・シュトゥル
イェジー・オスカル・シュトゥル（ポーランド語: Jerzy Oskar Stuhr、1947年4月18日 - 2024年7月9日）は、ポーランドの俳優、映画監督、脚本家。
晩年は咽頭癌、脳卒中、心臓発作などと闘病し、2024年7月9日に亡くなった。77歳没。

## 出演作品
- 傷跡 (1976)
- 平穏 (1976)
- トップ・ドッグ (1978)
- アマチュア (1979) 兼脚本
- SFバイオワールド／女帝国の謎 (1983)
- ヒーロー・オブ・ザ・イヤー (1986)
- キングサイズ (1987) (ハイマック)
- デカローグ (1988)
- ローマ法王の休日 (2011)（報道官）